# コーパヴォグル

位置

コーパヴォグル （Kópavogur）は、アイスランドの都市。人口は3万9733人（2023年推計値）で、自治体としてはアイスランド第2の規模である。首都レイキャヴィークのすぐ南にあり、大レイキャヴィークの一部である。

## 概要
大半が住宅地であるが、多くの商業・産業活動も行われている。町名は「赤ん坊アザラシの湾」を意味する。町の紋章にはコーパヴォグル教会と、アザラシの赤ん坊が描かれている。
アイスランドで最も高層の建物が、コーパヴォグル郊外にあるスマラトルグ・タワー（77.6メートル）である。

## 歴史
コーパヴォグルは、1662年にコーパヴォグル集会が行われた場所として歴史に残っている。この出来事は、アイスランド全島がデンマーク＝ノルウェー王国に併合されるとして、ルーテル教会の司教ブリンヨルフル・スヴェインソンとアイスランド島民の代表アルニ・オッドッソンが文書に署名したものである。これは、デンマーク王家がアイスランドにも絶対君主制を導入したものであった。

## 出身者
- スヴェリル・インギ・インガソン - サッカー選手。
- ステインソール・ソルステインソン - サッカー選手。

## 姉妹都市
- タシーラク、グリーンランド
- クラクスヴィーク、フェロー諸島
- マリエハムン、オーランド諸島
- ノーショーピング、スウェーデン
- オーデンセ、デンマーク
- タンペレ、フィンランド
- トロンヘイム、ノルウェー